# Philonotis fugacissima
Philonotis fugacissima är en bladmossart som beskrevs av Jean Édouard Gabriel Narcisse Paris 1906. Philonotis fugacissima ingår i släktet källmossor, och familjen Bartramiaceae. Inga underarter finns listade i Catalogue of Life.